# Умурзакова Аміна Єргожаївна
Аміна Єргожаївна Умурзакова (Єргужинова) (каз. Әмина Ерғожақызы Өмірзақова; 8 березня 1919, Алашська автономія, нині Абайський район, Східноказахстанська область, — 26 вересня 2006, Алма-Ата, Казахстан) — радянська і казахстанська акторка театру і кіно. Заслужена артистка Казахської РСР (1958). Народна артистка Казахської РСР (1965). Завдяки успішно зіграним образам матерів у ряді фільмів стала втіленням образу казахської матері на екрані і на сцені. Молодша сестра Каптагая Єргужина.

## Біографія

### Дитинство і юність
Аміна Єргожаївна Умурзакова народилася в селі Карауїл в родині колгоспника. Незабаром після її народження помер батько Єргожа і їх родина залишилася під опікою старшого брата Каптагая. Тоді умови життя були важкі, особливо під час голоду 1930-х років. Аміна Умурзакова згадувала:
|  | Наша сім'я вижила тільки тому, що старший брат, який замінив нам батька, працював в той час на шкіряному заводі. Звідти його як комсомольця-активіста перевели до Алма-Ати на профспілкову роботу. Він нас усіх забрав з собою. Ніколи не забуду, як брат приносив в кишенях пшеницю, щоб врятувати нас від голоду. |

Акторський талант в Аміни Умурзакової був присутній завжди. У 1934 році вона дізналася, що в Ленінграді йде набір студентів для театрального училища, і вирішила випробувати долю. Василь Меркур'єв, який очолював приймальню комісію, побачивши Аміну Умурзакову, скептично до неї поставився, з обуренням відзначивши її юний вік. Він попросив її розіграти етюд «пожежа», але побачивши її гру, приємно здивувався і сказав їй: «Будеш, дівчинка, акторкою». Так Аміна Умурзакова вступила до Ленінградського державного театрального інституту, який закінчила в 1938 році.

### Кар'єра
У 1938 році, після отримання диплому, Аміна Єргожаївна отримала розподіл до Чимкентського обласного драматичного театру, а потім, в тому ж році, до Казахського державного академічного театру драми ім. М. О. Ауезова в Алма-Аті, де працювала до 1940 року. За цей час вона зіграла ряд другорядних ролей у фільмах «Амангельді» режисера Михайла Левіна, і «Комсомольськ» Сергія Герасимова.
У 1940 році, незадовго до початку німецько-радянської війни, багато театрів потрапили під скорочення. Аміна Умурзакова, будучи сестрою ворога народу, була звільнена однією з перших. Її перестали запрошувати на проби, з афіш зникло її ім'я. Їй довелося в 1941 році влаштуватися на кіностудії «Казахфільм» монтажницею. За цей час Умурзакова виконала другорядні ролі в таких фільмах, як «Пісня про велетня» і «Біла троянда».
В  1945 році  Григорій Рошаль почав знімати картину «Пісня Абая». Він шукав акторку для головної ролі, матері на ім'я Толгонай. Помітивши монтажницю кіностудії, він запросив її на проби. Серед претенденток були такі акторки, як Шара Жієнкулова і Нурсулу Табалова. Сценарист Мухтар Ауезов, побачивши знімки Аміни Умурзакової, спочатку навіть обурився: «Але вона ж кирпата!». Тоді Рошаль закрив обличчя акторки долонею, залишивши тільки очі, і сказав: «Ніс буде, а мені потрібні її очі». Пізніше Умурзакова згадувала:
|  | Ніс мені зробили із спеціального речовини - гумусу. Розмовляти дозволялося тільки тоді, коли знімала камера. В інший час я мовчала і цілими днями ходила голодною - інакше на носі з'являлися тріщини. |

У 1945 році за ініціативою Наталії Сац відкрився Театр для дітей та юнацтва в Алма-Аті. Аміна Умурзакова була запрошена до нового театру і дебютувала у ролі Джулії в п'єсі Вільяма Шекспіра «Два веронці». Умурзакова пропрацювала в цьому театрі аж до виходу на пенсію і виконала в ньому більше ста ролей.
Виступаючи в театрі, Аміна Умурзакова продовжувала зніматися в кіно. В період з 1945 по 1963 роки вона зіграла ряд ролей у фільмах: «Джамбул» режисера Ю. Дзигана, «Дівчина-джигіт» П. Боголюбова, «Крилатий подарунок» А. Слободника і Е. Файка, «В одному районі» Ш. К. Айманова і в багатьох інших.
У 1958 році Аліна Умурзакова була удостоєна звання Заслуженої артистки Казахської РСР.
У 1963 році Аміна Умурзакова виконала головну роль у фільмі Олександра Карпова «Сказ про матір». Ця роль стала однією з найуспішніших в кар'єрі акторки, а фільм — одним з найуспішніших робіт казахського кінематографа. Картина отримала Державну премію Казахської РСР, а Аміна Єргожаївна була нагороджена премією за найкращу жіночу роль на Першому всесоюзному кінофестивалі в Ленінграді в 1964 році.
Після цього, у період з 1963 по 1968 роки, Аміна Умурзакова зіграла ролі у фільмах «Безбородий обманник» Ш. К. Айманова, «Сама слухняна» режисерів Б. Абдилдаєва і Л. А. Гуревича. Як вдячність за внесок у розвиток кіномистецтва акторка в 1965 році була удостоєна звання народної артистки Казахської РСР.
У 1968 році на екрани вийшов фільм Ш. К. Айманова «Янгол у тюбетейці». Аміна Умурзакова зіграла в ньому головну жіночу роль. У картині також зіграли ряд знаменитих акторів радянського кіно, таких як Б. Римова, Бігбуль Тулегенова, Єрмек Серкебаєв та багато інших. Роль у цьому фільмі вивела Аміну Умурзакову в ранг найкращих радянських акторок. У період з 1968 по 1996 роки акторка зіграла в понад 10 фільмах, у більшості з яких — у головних ролях. Найбільш відомі з них — це «Червоні маки Іссик-Куля» режисера Б. Шамшієва, «Найкрасивіші кораблі» А. Ніточкіна та «Бійся, ворог, дев'ятого сина» В. Пусурманова і В. Чугунова, в якому вона зіграла бабусю Єркенже. Велику популярність здобула картина А. Чатаєвої «Мама Роза», що вийшла на екрани в 1991 році. За неї Умурзакова отримала приз кінофестивалю «Сузір'я» за найкращу роль літньої людини. У 1996 році Аміна Умурзакова зіграла камео в біографічному фільмі «Аміна», знятому її сином, режисером Таласом Умурзаковим. Також акторка дублювала фільми казахською мовою.

### Останні роки
З 1996 року Аміна Умурзакова перестала зніматися в кіно. На пенсії продовжувала вести активне життя: знімалася в телепередачах, давала інтерв'ю газетам, журналам і телевізійним каналам. У 1999 році була нагороджена орденом Отан, а в 2001-му стала лауреаткою премії Тарлан. Померла Аміна Умурзакова 26 вересня 2006 року в Алмати після тривалої хвороби. Похована в Алма-Аті на Центральному кладовищі.

### Родина
Аміна Умурзакова — молодша сестра репресованого у 1938 році заступника наркома легкої промисловості Казахської РСР Каптагая Єргужина. Була одружена з актором Камасі Умурзаковим (1913—1965), з яким мала троє дітей: два сини і дочка.

## Творчість

### Ролі в кіно
Вперше зніматися у кіно Аміна Умурзакова почала ще студенткою Ленінградського інституту, в 1938 році. У загальній складності до 1943 році вона зіграла епізодичні і другорядні ролі в чотирьох фільмах: «Комсомольськ» С. Герасимова, «Амангельди» М. Левіна, «Пісня про велетня», і «Біла троянда» Ю. Арона. Але популярність і авторитет Умурзаковій принесла її перша велика роль — Ажар — у фільмі «Пісні Абая», який з'явився на екранах в 1945 році. Ця роль примітна тим, що вперше акторка зіграла одну з головних героїнь, і що над фільмом працювали такі відомі діячі культури, як Григорій Рошаль, Юхим Арон, Шакен Айманов і Мухтар Ауезов. Аміна Умурзакова стала відома в колі еліти радянського кінематографа.
Після цього, в період з 1945 по 1963 роки, Умурзакова зіграла кілька ролей у таких картинах, як «Джамбул» режисера Ю. Дзигана, «Дівчина-джигіт» П. Боголюбова, «Крилатий подарунок» А. Слободника та Е. Файка, «і жартома, І всерйоз» Р. Дегальцева та Ю. Мінгазітдінова.
У 1964 році на екрани вийшов фільм «Сказ про матір» режисера А. Карпова. Аміна Єргожаївна зіграла в цьому фільмі роль матері, яка дізналася про трагічну смерть сина на фронті, але знайшла в собі сили протистояти цьому горю та іншим лихам війни. Героїня не вміє читати, але оскільки єдиним способом бути в курсі подій є очікування і читання листів з фронту, вона самонавчається і стає листоношею. Не раз їй доводилося приносити в інші родини трагічні звістки, але вона брала на себе ношу співчуття матерям, розуміючи їх горе і намагаючись його полегшити. Фільм припав до душі широкому загалу, внаслідок чого картина отримала Державну премію Казахської РСР, а Аміна Умурзакова — премію за найкращу жіночу роль на Першому  Всесоюзному кінофестивалі в 1964 році, і Державну премію Казахської РСР імені К. Байсеїтова в 1967 році. Кінокритик Лев Анненський писав:
|  | …від характеру матері залежало все: без цього характеру фільм міг би стати плоским, плакатним; завдяки цьому характеру він став поетичною піснею, повною пафосу і людяності. Акторський успіх Умурзакової, її такт, точність й глибина її трактування визначили глибину всього фільму, надали йому почуття правди… |

Після фільму «Сказ про матір» і аж до 1968 року Умурзакова зіграла ряд головних і другорядних ролей в кількох фільмах. Серед них найбільш примітні роль Кюльсун в картині «Сама слухняна» режисерів Б. Абдилдаєва і Л. Гуревича, роль матері Сардарбека в картині А. Карпова «Дорога в тисячу верст», а також епізодична роль у фільмі Ш. Айманова «Безбородий обманщик».
Після фільму «Янгол в тюбетейці» Умурзакова зіграла ще в понад десяти фільмах. Яскравою є роль прийомної матері темношкірого хлопчика у фільмі «Мама Роза». Героїня акторки — жінка, на яку несподівано звалилася відповідальність за виховання малої дитини. За зіграну роль Аміна Єргожаївна стала лауреаткою кінофестивалю «Сузір'я» за найкращу роль літньої людини.
За свою кар'єру Аміна Умурзакова зіграла багато різних ролей, але й завдяки яскравій грі в таких картинах, як «Розповідь про матір», «Ангел в тюбетейці», «Бережи свою зірку», «Мама Роза» і безліч інших, де акторка втілила матерів, Аміна Умурзакова стала втіленням образу казахської матері.
У 1996 році акторка зіграла камео в дебютному фільмі свого сина, режисера Таласа Умурзакова — «Аміна».

### Ролі в театрі
Аміна Умурзакова грала в театрі з 1938 року і поки не пішла на пенсію. Перші театральні ролі акторки, які вона зіграла в Чимкентському драматичному театрі, були у виставі «Нічні гуркіт» М. Ауезова в ролі Маржан, у п'єсі Ф. Шіллера «Підступність і кохання» в ролі Луїзи, в ролі Баян «Кози-Корпеш і Баян-сулу» Г. М. Мусрепова, в ролі Серальдіни у п'єсі «Слуга двох панів» К. Гольдоні.
В Алма-Атинському театрі для дітей та юнацтва, куди Умурзакова влаштувалася в 1945 році, після п'ятирічної відсутності, вона зіграла більшість своїх театральних ролей. Найбільш відомі її дебютна роль Джулії в шекспірівській виставі «Два веронці», а також Ашурі в «Тау кізі» Расула Гамзатова, Кашкадамової в «Родині» В. Попова, Куралай в п'єсі А. Тажибаєва «Жартас», Наргуль в «Махаббат млості оянбады?» М. Хасенова, і багатьох інших. Особливо примітна зіграна нею роль хлопчика Шаулі у виставі «Ибрай Алтынсарин», яка, на думку багатьох, показала багатогранність Умурзакової як акторки. За цю роль вона отримала премію на всесоюзному фестивалі дитячих театрів у Москві. Відома була її гра в п'єсі Сабіта Муканова «Молдир махаббат» в ролі Каліси, в ролі Казвпи в постановці Ш. Хусаїнова «Кун шуакта». Умурзакова також зіграла в таких постановках, як «Тайфун» Цао Юі, де вона виконала роль Чжой Фань-І, «Екє тагдары» Б. Жакієва в ролі дівчини Бурил. За свою кар'єру Аміна Умурзакова зіграла понад 100 ролей: хлопчиків, тварин, дівчат та бабусь.

### Фільмографія
| Рік  |   | Назва                         | Роль                      |
| ---- | - | ----------------------------- | ------------------------- |
| 1938 | ф | Комсомольск                   | Ім'я персонажу не вказано |
| 1938 | ф | Амангельди                    | Ім'я персонажу не вказано |
| 1942 | ф | Пісня про велетня             | Ім'я персонажу не вказано |
| 1943 | ф | Біла роза                     | Ім'я персонажу не вказано |
| 1945 | ф | Пісні Абая                    | Ажар                      |
| 1953 | ф | Джамбул                       | Ім'я персонажу не вказано |
| 1955 | ф | Дівчина-джигіт                | Ім'я персонажу не вказано |
| 1956 | ф | Крилатий подарунок            | вчителька                 |
| 1960 | ф | В одному районі               | Айша                      |
| 1963 | ф | І жартома, і всерйоз          | Ім'я персонажу не вказано |
| 1963 | ф | Сказ про матір                | Толгонай                  |
| 1965 | ф | Безбородий обманник           | Ім'я персонажу не вказано |
| 1966 | ф | Найслухняніша                 | Кюльсун                   |
| 1966 | ф | Мрія моя                      | Ім'я персонажу не вказано |
| 1968 | ф | Кожному своя дорога           | Бурульча                  |
| 1968 | ф | Дорога в тисячу верст         | мати Сардарбека           |
| 1968 | ф | Янгол в тюбетейці             | Тана                      |
| 1972 | ф | Під палючим сонцем            | Айша                      |
| 1972 | ф | Червоні маки Іссик-Куля       | Кемпір                    |
| 1973 | ф | Найкрасивіші кораблі          | Туар                      |
| 1975 | ф | Бережи свою зірку             | мати                      |
| 1977 | ф | Сіль і хліб                   | Байбіше                   |
| 1982 | ф | Білий шаман                   | Еккі                      |
| 1984 | ф | Бійся, вороже, дев'ятого сина | бабушка Єркенже           |
| 1986 | ф | Потрійний стрибок «Пантери»   | Ім'я персонажу не вказано |
| 1991 | ф | Мама Роза                     | мати                      |
| 1996 | ф | Аміна                         | Аміна Умурзакова, камео   |
| 1996 | ф | Шанхай                        | Ім'я персонажу не вказано |

## Нагороди
У 1964 році Аміна Умурзакова стала лауреаткою Всесоюзного кінофестивалю в номінації «Призи акторам» за найкращу жіночу роль. У тому ж році отримала Почесний диплом на Міжнародному кінофестивалі в Карлових Варах.
У 1967 році акторка отримала Державну премію Казахської РСР імені К. Байсеїтової за головну роль у фільмі «Розповідь про матір».
У 1969 році стала лауреаткою премії огляду-змагання кіномистецтва республік Середньої Азії та Казахстану.
У 1993 році Аміна Умурзакова отримала приз кінофестивалю «Сузір'я» за найкращу роль літньої людини в фільмі «Мама Роза».
Кавалер орденів Трудового Червоного Прапора і Отан.
У 2001 році стала лауреаткою незалежної премії Тарлан «За внесок» у номінації «Театр».

### Народна артистка СРСР
В Інтернеті можна зустріти відомості, що Аміна Умурзакова в 1966 році була удостоєна звання Народна артистка СРСР, проте документальних підтверджень цьому не знайдено. У жодній радянській енциклопедії, чи довіднику «Народні артисти Радянського Союзу», уладеному М. В. Музлевсиким і В. Л. Івановим, не згадується факт присвоєння цього звання Умурзаковій.